# デキマ
デキマもしくはデシマ（Decima）は、ローマ神話における「運命の三女神」こと「パルカエ」の一柱。デクマ、デキュマ（Decuma）とも呼ぶ。
運命の糸を配る役割を担っており、ギリシア神話のモイラの一柱「ラケシス」と同一視される。「過去」を司る神とされる。